# Baronnie de Patras
vers 1209 – 1429-1430
La baronnie de Patras est un fief médiéval franc de la principauté d'Achaïe, situé sur la côte nord-ouest de la péninsule du Péloponnèse en Grèce. Elle est centrée sur la ville de Patras. Elle fait partie des douze baronnies de la principauté d'Achaïe, mais elle passe aux mains de l'archevêque latin de Patras vers le milieu du XIIIe siècle : à partir de l'an 1337, c'est un domaine ecclésiastique indépendant de la principauté d'Achaïe qui maintient des relations étroites avec la république de Venise qui gouverne la baronnie de 1408 à 1413 et en 1418. La baronnie survit jusqu'à la reconquête byzantine en 1429-1430.

## Histoire
La baronnie de Patras est créée vers 1209, après la conquête du Péloponnèse par les croisés. Elle est l'une des douze premières baronnies laïques au sein de la principauté d'Achaïe. Avec vingt-quatre fiefs de chevaliers qui lui sont attachés, Patras, avec Akova, est la plus grande et l'une des baronnies les plus importantes de la principauté,. Patras est en outre le siège d'un archevêché latin, classé comme un fief vassal ecclésiastique distinct avec huit fiefs de chevaliers à son nom. Les relations entre l'archevêque de Patras, les barons laïcs et même avec le prince lui-même, sont dans un premier temps tendues. Cela est dû à des querelles entre l'archevêque et le prince 
sur l'allégeance et les obligations du clergé latin vis-à-vis de la principauté. Elles aboutissent à des incidents tels que l'expulsion forcée par le baron de l'archevêque de sa résidence et de la cathédrale de Saint-Théodore, qui ont été intégrées au château de Patras,
Selon les versions françaises, grecques et italiennes de la chronique de Morée, la baronnie laïque est accordée à un chevalier de Provence, Guillaume Aleman, mais le traité de Sapienza (en) entre la principauté d'Achaïe et la République de Venise, conclu en juin 1209, mentionne Arnoul Aleman comme baron, probablement un prédécesseur inconnu de Guillaume. En outre, la version aragonaise de la chronique énumère une série complètement différente, mais invérifiable, de barons, à commencer par Gautier Aleman, qui a été remplacé par son fils Conrad, lui-même à son tour par Guillaume (II), qui a ensuite vendu les droits de la baronnie à l'archevêque de Patras vers 1276. Les historiens suivent généralement ce récit dans la datation de la cession de la baronnie à l'archevêché aux environs ou peu après le milieu du siècle, mais le transfert pourrait avoir eu lieu, ou au moins commencé, dès les années 1220, pour le premier archevêque, Antelme de Cluny, qui est dit avoir eu en sa possession le château Patras en 1233
Avec trente-deux fiefs, l'archevêque se retrouve maintenant le plus puissant vassal de la principauté et prend une part importante dans ses affaires. Sous Guglielmo Frangipani (1317-1337), en particulier, Patras entretient des relations étroites avec Venise et agit pratiquement indépendamment du prince,. En conséquence, lorsque Frangipani meurt en 1337, le bailli angevin Bertrand des Baux, à qui Frangipani était opposé, assiège la ville dans l'espoir de la réduire à l'obéissance. Pour cette raison, le pape Benoît XII réagit en déclarant la ville terre de la sainte Église romaine et place la principauté sous interdit. La mère et régente du prince, Catherine de Valois-Courtenay, cède aux demandes de l'Église. En conséquence, l'archevêque devient indépendant, bien que ses fiefs laïques doivent encore allégeance au prince,.
Durant les siècles suivants, les archevêques de Patras jouent un rôle actif dans les intrigues et les querelles de la principauté ; d'autre part les familles importantes de cette dernière essayent souvent de placer l'un de leurs membres sur le trône archiépiscopal.
Cependant, la menace ottomane sur la Grèce continentale mais aussi les déprédations des Albanais conduisent les archevêques à se tourner de plus en plus vers Venise pour obtenir une protection. Après plusieurs supplications pour obtenir cette protection, la république de Venise, en 1408, prend en charge l'administration de la baronnie, bien qu'elle demeure territoire de l'Église, en échange d'un loyer annuel de 1 000 ducats. Cette décision est cependant contestée par le pape et en 1413 Venise rend l'administration à l'archevêché. Une autre tentative a lieu en 1418 mais elle échoue de nouveau par l'opposition du Saint-Siège,. Enfin, en 1429-1430, la ville et la citadelle sont remises aux Byzantins du Despotat de Morée sous Constantin XI Paléologue, dernier empereur byzantin,.

## Liste des barons de Patras
- Guillaume Ier Aleman (el) (v.1209-1218) ;
- Conrad Aleman (el) (1218-1266) ;
- Guillaume II Aleman (el) (1266-????), dernier baron laïc ;

Guillaume II Aleman vendit la baronnie de Patras à l'archevêque de Patras, Guglielmo Frangipani. Les archevêque ont détenus la baronnie depuis.
- Guglielmo Frangipani (????-1337) ;
- Roger (en) (20 octobre 1337-1347) ;
- Nicolas da Canale (el) (23 mai 1347-1351) ;
- Reginald de Laura (el) (4 janvier 1351-1357) ;
- Raymond de Bonne de Lesdiguières (el) (20 décembre 1357-????) ;
- Jean III Acciaioli (el) (20 mai 1360-????) ;
- Bongiovanni (5 avril 1363-juillet 1363) ;
- Bartolomeo Papazzuri (it) (21 juillet 1363-????) ;
- Angelo Ier Acciaioli (en) (12 décembre 1365-????) ;
- Paul (en) (20 octobre 1367-1369/1370), administrateur apostolique ;
- Jean de Novazio (1369/1370-1371) ;
- Giovanni Piacentini (28 octobre 1371-27 novembre 1375) ;
- Paolo Foscari (en) (27 novembre 1375-v.1394) ;
- Angelo II Acciaioli (v.1395-????) ;
- Étienne Zaccaria (en) (20 avril 1405-????) ;
- Pandolphe de Malatesta (10 mai 1424-1441, titulaire à partir de 1430)
- conquête par le despotat de Morée.

## Sources
- (en) Cet article est partiellement ou en totalité issu de l’article de Wikipédia en anglais intitulé « Barony of Patras » (voir la liste des auteurs).
- La Morée franque. Recherches historiques, topographiques et archéologiques sur la principauté d’Achaïe Bon Antoine  - 1969 - Édition : De Boccard en ligne
- (en) Essays on the Latin Orient William Miller - Édition : Cambridge University Press - 1921 en ligne sur Google books
- (en) Alexander D. -  Parani, Maria G. -  Schabel Christopher D. : Diplomatics in the Eastern Mediterranean 1000–1500: Aspects of Cross-Cultural Communication - Editions : BRILL -  pp. 93-138 -   (ISBN 978-90-04-16547-2) (Version en ligne sur Google Books)
- (en) Topping, Peter (1975). A History of the Crusades, Volume III: The fourteenth and fifteenth centuries -  Édition : University of Wisconsin Press. - pp. 104-140.  (ISBN 0-299-06670-3) (Version en ligne)
- (en) Topping, Peter (1975)A History of the Crusades, Volume III: The fourteenth and fifteenth centuries -  Édition : University of Wisconsin Press. - p. 141–166 -   (ISBN 0-299-06670-3) (Version en ligne)